# Пазьоль
Пазьо́ль (фр. Paziols) — коммуна во Франции, находится в регионе Лангедок — Руссильон. Департамент коммуны — Од. Входит в состав кантона Тюшан. Округ коммуны — Нарбонна.
Код INSEE коммуны — 11276.

## Население
Население коммуны на 2008 год составляло 517 человек.
| 1962 | 1968 | 1975 | 1982 | 1990 | 1999 | 2008 |
| ---- | ---- | ---- | ---- | ---- | ---- | ---- |
| 753  | 676  | 601  | 610  | 562  | 512  | 517  |

## Экономика
В 2007 году среди 312 человек в трудоспособном возрасте (15—64 лет) 199 были экономически активными, 113 — неактивными (показатель активности — 63,8 %, в 1999 году было 56,0 %). Из 199 активных работали 160 человек (89 мужчин и 71 женщина), безработных было 39 (16 мужчин и 23 женщины). Среди 113 неактивных 15 человек были учениками или студентами, 41 — пенсионерами, 57 были неактивными по другим причинам.

## Достопримечательности
- Церковь Сен-Феликс
- Мельница
- Римский мост
- Фонтан Кюкюньян